# Argentina en los Juegos Paralímpicos de Sídney 2000
La participación de Argentina en los Juegos Paralímpicos de Sídney 2000 fue la 11.ª actuación paralímpica de los deportistas argentinos, en la también 11.ª edición de los Juegos Paralímpicos. 
La delegación argentina se presentó en 7 deportes (atletismo, boccia, esgrima en silla de ruedas, fútbol 7, natación, tenis de mesa, tenis en silla de ruedas), con 41 deportistas, entre quienes hubo 12 mujeres, mejorando la escasa representación femenina que había caracterizado a la delegación en los últimos años, aunque sin regresar a la tendencia igualitaria que había caracterizado a la delegación argentina hasta Arnhem 1980. Argentina compitió en 32 eventos masculinos y 17 eventos femeninos. 
El equipo paralímpico obtuvo 5 medallas (2 de plata y 3 de bronce) y Argentina ocupó la 54.ª posición en el medallero general, sobre 122 países participantes. Las medallas fueron obtenidas por el atletismo (4) y la natación (1). Los varones obtuvieron 3 medallas y las mujeres 2 medallas. Individualmente se destacó el nadador Guillermo Marro que al ganar su serie obtuvo el récord mundial de la disciplina.

## Medallero
| Medalla           | Nombre               | Deporte   | Evento                               |
| ----------------- | -------------------- | --------- | ------------------------------------ |
| Medalla de plata  | Horacio Bascioni     | Atletismo | Lanzamiento de disco F52 masculino   |
| Medalla de plata  | Jorge Godoy          | Atletismo | Lanzamiento de disco F11 masculino   |
| Medalla de bronce | Elisabel Delgado     | Atletismo | 100 m T20 femenino                   |
| Medalla de bronce | Claudia Rut Vignatti | Atletismo | Lanzamiento de jabalina F37 femenino |
| Medalla de bronce | Guillermo Marro      | Natación  | 100 m espalda S7 masculino           |

## Cuatro medallas en atletismo
El equipo de atletismo obtuvo cuatro medallas, 2 de plata (lanzamiento de disco en F11 y F52 masculinos) y 2 de bronce (100 m llanos y lanzamiento de jabalina femeninas).
| Atletismo Varones Lanzamiento de disco F11 Participantes: 14 | Atletismo Varones Lanzamiento de disco F11 Participantes: 14 | Atletismo Varones Lanzamiento de disco F11 Participantes: 14 | Atletismo Varones Lanzamiento de disco F11 Participantes: 14 | Atletismo Varones Lanzamiento de disco F11 Participantes: 14 |
|                                                              | Atleta                                                       | País                                                         | Distancia                                                    |                                                              |
| ------------------------------------------------------------ | ------------------------------------------------------------ | ------------------------------------------------------------ | ------------------------------------------------------------ | ------------------------------------------------------------ |
| 1                                                            | Alfonso Fidalgo                                              | España                                                       | RP 42.19                                                     |                                                              |
| 2                                                            | Jorge Godoy                                                  | Argentina                                                    | 39.50                                                        |                                                              |
| 3                                                            | Willibald Monschein                                          | Austria                                                      | 39.36                                                        |                                                              |
| Fuente: IPC.                                                 |                                                              |                                                              |                                                              |                                                              |

| Atletismo Varones Lanzamiento de disco F52 Participantes: 11 | Atletismo Varones Lanzamiento de disco F52 Participantes: 11 | Atletismo Varones Lanzamiento de disco F52 Participantes: 11 | Atletismo Varones Lanzamiento de disco F52 Participantes: 11 | Atletismo Varones Lanzamiento de disco F52 Participantes: 11 |
|                                                              | Atleta                                                       | País                                                         | Distancia                                                    |                                                              |
| ------------------------------------------------------------ | ------------------------------------------------------------ | ------------------------------------------------------------ | ------------------------------------------------------------ | ------------------------------------------------------------ |
| 1                                                            | Modabber Ghader Raz                                          | Irán                                                         | RM 17.79                                                     |                                                              |
| 2                                                            | Horacio Bascioni                                             | Argentina                                                    | 15.22                                                        |                                                              |
| 3                                                            | Aigars Apinis                                                | Letonia                                                      | 15.12                                                        |                                                              |
| Fuente: IPC.                                                 |                                                              |                                                              |                                                              |                                                              |

| Atletismo Mujeres 100 m T20 Participantes: 9 | Atletismo Mujeres 100 m T20 Participantes: 9 | Atletismo Mujeres 100 m T20 Participantes: 9 | Atletismo Mujeres 100 m T20 Participantes: 9 | Atletismo Mujeres 100 m T20 Participantes: 9 |
|                                              | Atleta                                       | País                                         | Tiempo                                       |                                              |
| -------------------------------------------- | -------------------------------------------- | -------------------------------------------- | -------------------------------------------- | -------------------------------------------- |
| 1                                            | Malgorzata Kleemann                          | Polonia                                      | 12.42                                        |                                              |
| 2                                            | Lisa Llorens                                 | Australia                                    | 12.42                                        |                                              |
| 3                                            | Elisabel Delgado                             | Argentina                                    | 13.16                                        |                                              |
| Fuente: IPC.                                 |                                              |                                              |                                              |                                              |

| Atletismo Mujeres Lanzamiento de jabalina F37 Participantes: 13 | Atletismo Mujeres Lanzamiento de jabalina F37 Participantes: 13 | Atletismo Mujeres Lanzamiento de jabalina F37 Participantes: 13 | Atletismo Mujeres Lanzamiento de jabalina F37 Participantes: 13 | Atletismo Mujeres Lanzamiento de jabalina F37 Participantes: 13 |
|                                                                 | Atleta                                                          | País                                                            | Distancia                                                       |                                                                 |
| --------------------------------------------------------------- | --------------------------------------------------------------- | --------------------------------------------------------------- | --------------------------------------------------------------- | --------------------------------------------------------------- |
| 1                                                               | Christelle Bosker                                               | Sudáfrica                                                       | RM 21.85                                                        |                                                                 |
| 2                                                               | Pauline Latto                                                   | Reino Unido                                                     | 19.63                                                           |                                                                 |
| 3                                                               | Claudia Rut Vignatti                                            | Argentina                                                       | 17.48                                                           |                                                                 |
| Fuente: IPC.                                                    |                                                                 |                                                                 |                                                                 |                                                                 |

## Medalla de bronce en natación
El equipo de natación obtuvo una medalla de bronce, pero con la particularidad de que Guillermo Marro obtuvo el récord mundial (1:16.78) al ganar su serie y que -aunque no lo pudo repetir en la final- quedó como el segundo mejor tiempo de la competencia.